# موزی‌باغ
موزی‌باغ، روستایی است از توابع بخش رودپی شمالی شهرستان ساری در استان مازندران ایران.

## جمعیت
این روستا در دهستان رودپی شمالی قرار داشته و براساس آخرین سرشماری مرکز آمار ایران که در سال ۱۳۸۵ صورت گرفته، جمعیت آن ۳۴۶نفر (۸۴خانوار) بوده‌است.